# James Talbot (jésuite)
Pour les articles homonymes, voir James Talbot.
James F. Talbot est un prêtre jésuite américain, enseignant et entraîneur sportif au sein de plusieurs institutions religieuses. Il été reconnu coupable d'avoir agressé sexuellement plusieurs étudiants sur une période de plusieurs décennies à partir des années 1970, dans le cadre d'institutions situées à Boston et à Portland (dans le Maine).

## Biographie
James Talbot a travaillé pendant cinq ans en Jamaïque. Il est ordonné prêtre de la Province de la Nouvelle-Angleterre en 1968. Puis il rejoint le Boston College High School (en) , en tant qu’enseignant et entraîneur de lutte. 
James Talbot est déplacé en 1980 de son poste d'enseignant et d'entraîneur au Boston College High School à Cheverus High School (en), une école privée réservée aux garçons et dirigée par les Jésuites à Portland dans le Maine,. Il est accusé d’avoir agressé sexuellement au moins quatorze adolescents à Cheverus. Lorsqu’un ancien élève de Cheverus High l’accuse d’abus sexuels en 1998, James Talbot est envoyé à l’Institut St. Luke pour être soigné. 
En 2002, il est inculpé pour avoir abusé de trois élèves au sein Boston College High School,. En 2005, il est condamné à 7 ans de prison après avoir plaidé coupable pour l'agression de deux adolescents au Boston College dans les années 1970.